# 圣欧班德绍姆
圣欧班德绍姆（法語：Saint-Aubin-des-Chaumes，法語發音：[sɛ̃.t‿obɛ̃ de ʃom]）是法国涅夫勒省的一个市镇，属于克拉姆西区。

## 地理
圣欧班德绍姆（47°23'35"N, 3°45'10"E）面积10.58 平方千米，位于法国勃艮第-弗朗什-孔泰大區涅夫勒省，该省份为法国中部省份，北至约讷省，西北接卢瓦雷省，西接谢尔省，南至阿列省，东南接索恩-卢瓦尔省，东临科多尔省。
与圣欧班德绍姆接壤的市镇（或旧市镇、城区）包括：尼阿尔、讷方丹、屈尔河畔多姆西、韦兹莱附近丰特奈、巴佐什。

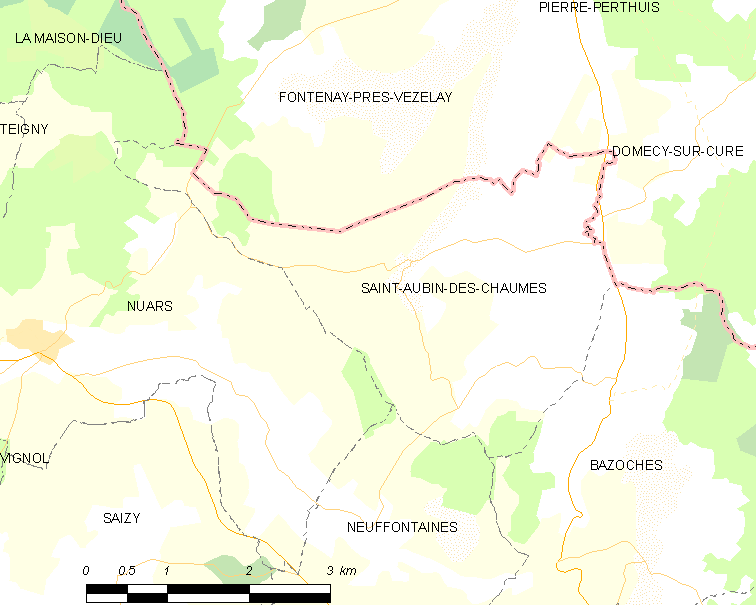
圣欧班德绍姆的OSM定位图

圣欧班德绍姆的时区为UTC+01:00、UTC+02:00（夏令时）。

## 行政
圣欧班德绍姆的邮政编码为58190，INSEE市镇编码为58230。

## 政治
圣欧班德绍姆所属的省级选区为克拉姆西县。

## 人口

1962-2008年间圣欧班德绍姆人口变化图示

圣欧班德绍姆于2022年1月1日时的人口数量为68人。